# D'Annunzio (singolo)
D'Annunzio è un brano musicale dei Pop X, nona traccia dell'album Antille. 

## Descrizione
Scritta nel 2005 da Davide Panizza e pubblicata come primo estratto dell'album Antille il 22 gennaio 2020; si tratta di un rifacimento del brano Il cieco e la finestra dall'album PoPPEER pubblicato il 12 dicembre 2005 solo sulla pagina Bandcamp del gruppo.

## Tracce
1. D'Annunzio – 5:05